# Baia di Suruga

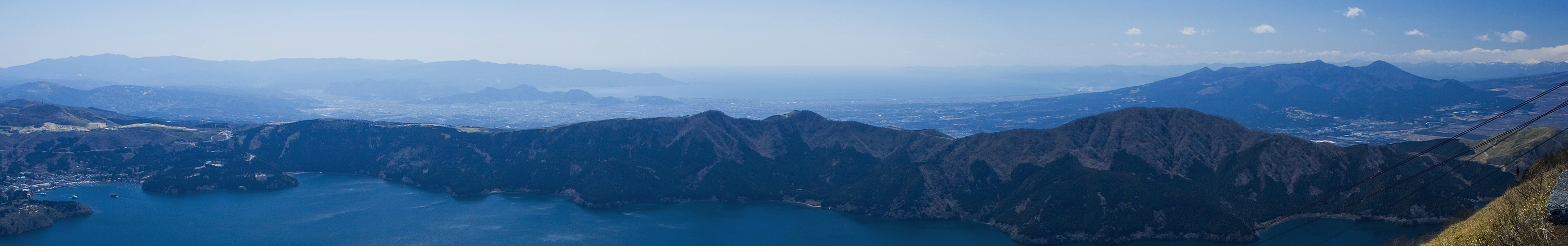
La baia vista dal Monte Komagatake

La baia di Suruga (駿河湾, Suruga-wan) è una baia del Giappone situata tra il capo Omae (御前崎, Omae-zaki) e la penisola di Izu.
Bagna la prefettura di Shizuoka, nota in passato come provincia di Suruga.